# Glypta juxta
Glypta juxta är en stekelart som beskrevs av Dasch 1988. Glypta juxta ingår i släktet Glypta och familjen brokparasitsteklar. Inga underarter finns listade i Catalogue of Life.